# سیارک ۸۶۸۳
سیارک ۸۶۸۳ (به انگلیسی: 8683 Sjolander، نامگذاری:1992EE13) هشت هزار و ششصد و هشتاد و سومین سیارک کشف شده‌است که در ۲ مارس ۱۹۹۲ کشف شد.
قدر مطلق سیارک برابر ۲۴.۵ است.